# Alphonse de la Mère des Douleurs
Louis Pavy (1842-1927) est un carme déchaux belge, missionnaire en Inde et auteur spirituel, sous le nom d'Alphonse de la Mère des Douleurs.

## Biographie
Louis Pavy est né à Audenarde (Belgique), le 7 février 1842. Entré chez les carmes déchaussés, il prononce ses vœux solennels à Ypres, le 17 septembre 1862, sous le nom d'Alphonse de la Mère de Dieu. À cette époque, la Mission des déchaux aux Indes se trouvait en pleine expansion. Pour répondre aux besoins toujours croissants, les supérieurs généraux de l'Ordre avaient décidé de faire appel à la province de Flandre, l'une des plus prospères en ce temps-là. C'est ainsi qu'Alphonse est envoyé en 1869 à Mangalore, où il construira une église (dans le style néo-gothique européen), un hôpital, un asile pouvant accueillir cent cinquante enfants, un atelier pour la fabrication de textiles et de tapis, ainsi qu'une école, dont il confiera la direction aux Frères des écoles chrétiennes. Après avoir également fondé une aumônerie pour les soldats catholiques des garnisons britanniques, il est parti résider deux ans durant à Allepey, dans le vicariat apostolique de Vérapoly, celui de Mangalore ayant été attribué aux jésuites à partir de 1878. Revenu en Belgique en 1880, il reçoit la fonction de Zélateur des Missions, qui vient d'être créée pour lui... Il décide alors de se consacrer à l'écriture, dans un double objectif : récolter des fonds pour les missions indiennes (particulièrement le diocèse de Quilon (en)) et initier à l'oraison mentale suivant la méthode thérésienne. Il décédera à Bruges, le 18 mai 1927, vénéré de ses confrères qui avaient reconnu en lui des vertus religieuses hors du commun.

## Postérité
Outre quelques ouvrages à propos des missions des déchaux, Alphonse a publié, aux alentours de la Première Guerre mondiale, trois œuvres de vulgarisation, qui se basent sur les enseignements de Thérèse d'Avila et de Jean de la Croix, pour proposer un apprentissage à la contemplation. D'abord, une Pratique de l'oraison mentale et de la perfection, où se déploie, en huit volumes, l'intégralité de la vie mystique, structurée selon la théorie des trois voies (purgative, illuminative et unitive), héritée du Pseudo-Denys. Ensuite, les six volumes d'un manuel de méditations pour chaque jour de l'année, intitulé Pratique journalière de l'oraison et de la contemplation divine. Enfin, une anthologie de textes de la réformatrice du Carmel, susceptibles d'inspirer les débutants dans leur cheminement spirituel.

### Œuvres
- Pratique de l'oraison mentale et de la perfection d'après sainte Thérèse et saint Jean de la Croix, Bruges, Desclée De Brouwer, s.d.
- Pratique journalière de l'oraison et de la contemplation divine, d'après la méthode de sainte Thérèse et de saint Jean de la Croix, Bruges, Desclée de Brouwer, s.d.
- Méditations de sainte Thérèse appropriées aux commençants de la vie intérieure, Bruges, Desclée de Brouwer, 1910.

### Études
- Jean-Marie de l'Enfant-Jésus, « Alphonse de la Mère des Douleurs », Dictionnaire de spiritualité ascétique et mystique, Paris, Beauchesne, t. I,‎ 1937, p. 329 (lire en ligne).
- E. Alford, « Les missions des Carmes déchaussés », Présences du Carmel, Desclée De Brouwer, no 13,‎ 1977, p. 123-124.